# Seuil des Rochilles
Pour les articles homonymes, voir Rochilles.
Ne doit pas être confondu avec Col des Rochilles.
Le seuil des Rochilles est un petit col de montagne de France situé à la limite entre les Hautes-Alpes et la Savoie, au-dessus de Névache et de Valloire. S'élevant à 2 459 mètres d'altitude, il est entouré de l'aiguille Noire (2 869 m) au nord et de la pointe des Blanchets (2 953 m) au sud. Il se trouve à l'est du camp des Rochilles situé de l'autre côté du col des Rochilles. Il est dominé par l'ouvrage des Rochilles, des fortifications de la ligne Maginot implantées dans la paroi de la crête de la Blanche qui descend de l'aiguille Noire au nord.